# Jacky Jakoba
Jacky Jakoba, geboren als Sedney Jakoba, (Willemstad (Curaçao), 25 september 1961 – 17 december 2022) was een Curaçaos-Nederlands honkballer.

## Jeugd en begin honkbal
Jakoba, een rechtshandige powerhitter, speelde jarenlang voor diverse clubs in de Nederlandse hoofdklasse. Hij leerde honkballen op Curaçao als kind op straat waar hij opgroeide als vierde in een gezin van negen kinderen. In 1981 kwam hij als werkzoekende naar Nederland waar hij diverse baantjes in de luchtvaartsector vond in de bevrachting. Zijn eerste club was De Spartaan in Amsterdam waar hij mee in de eerste klasse uitkwam in 1981.

## Hoofdklasse
Jakoba maakte hij zijn debuut in de hoofdklasse bij Quick in Amersfoort waarvoor hij in de seizoenen 1982 en 1983 uitkwam. In 1983 sloeg hij voor deze club in een seizoen 13 homeruns waarmee hij het Nederlands record verbeterde dat toen op naam stond van Hudson John met 12. Daarna van 1984 tot 1987 kwam hij uit voor Neptunus in Rotterdam. In het seizoen 1984 sloeg hij 24 homeruns, het nog steeds staande Nederlands record van de hoofdklasse. In 1988 kwam hij uit voor de Almere Giants en tekende hij in 1989 een contract bij de Haarlem Nicols waar hij echter niet voor zou uitkomen dat seizoen. Wel speelde hij dat jaar nog in België voor de Antwerp Eagles. In 1990 keerde hij terug naar Nederland en kwam dat seizoen uit voor Sparta in Rotterdam. Het jaar erop ging hij spelen bij ADO in Den Haag. In 1992 speelde hij zijn laatste seizoen nog bij Quick in Amersfoort.

## Nederlands team
Jakoba kwam tevens tussen 1984 en 1991 vierentachtig maal uit voor het Nederlands honkbalteam. Hij debuteerde tijdens de Haarlemse Honkbalweek in 1984 en zou in totaal uitkomen bij drie Europese kampioenschappen, vier wereldkampioenschappen drie Haarlemse Honkbalweken en drie World Port Tournaments met het team. In 1984 en 1986 deed hij mee tijdens de Wereldkampioenschappen honkbal. In 1985 en 1987 werd hij met het team Ruropees Kampioen. In 1988 kwam hij uit als aangewezen slagman tijdens de Baseball World Cup en kwam tot 4 honkslagen en tweemaal vier wijd en een twee honkslag. In 1990 speelde hij weer mee als aangewezen slagman en behaalde een gemiddelde van .240/.267/.280 in drie wedstrijden. In 1991 won hij met het team zilver. In 1988 maakte hij deel uit van het Olympisch team dat meedeed tijdens de spelen en een vijfde plaats behaalde.
Frank Bos · 
Robert Eenhoorn · 
Rikkert Faneyte · 
Bill Groot · 
Gerlach Halderman · 
Jacky Jakoba · 
Marcel Joost · 
Ronald Stoovelaar · 
Thijs Vervaat · 
Bart Volkerijk · 
Eric de Vries · 
Haitze de Vries